# Horațiu Moldovan
Horațiu Alexandru Moldovan (Kolozsvár, 1998. január 20. –) román válogatott labdarúgó, a Sassuolo játékosa kölcsönben az Atlético Madrid-tól.

## Pályafutása

### Junior évek
Pályafutását szülővárosa csapatánál, a CFR Clujnál kezdte. Két alkalommal is kölcsönadták, először a Hermannstadtnak, majd az Energeticianulnak. 2019 és 2020 között háromszor is váltott klubot; először a Ripensia Timișoarahoz szerződött, majd a Sepsi OSK-hoz került, ezt követően pedig visszatért a Ripensia Timișoara csapatához.

### UTA Arad
2020. augusztus 10-én csatlakozott az UTA Arad csapatához. Tizenkét nappal később a Viitorul Constanța elleni 1–1-es döntetlennel végződő mérkőzésen debütált a Liga I-ben.

### Rapid București
2021. január 6-án másfél éves szerződést kötött az akkor Liga II-es Rapid București csapatával. Miután a Rapid feljutott az első osztályba, a 2021–22-es szezonban 37 bajnoki mérkőzésen lépett pályára és 11 alkalommal nem kapott gólt, ezzel nagyban hozzájárulva ahhoz, hogy a csapata a kilencedik helyen végzett. 2023. május 21-én meghosszabbította a szerződését 2025 nyaráig. 2023. december 21-én a Gazeta Sporturilor bejelentette, hogy a negyedik helyen végzett a 2023-as Az év román labdarúgója szavazáson.

### Atlético Madrid
2024 január 19-én a Rapid București – FC U Craiova 1948 derbi utáni interjúban bejelentette, hogy megállapodott az Atlético Madriddal, miután Ivo Grbić, a fővárosiak második számú kapusa a Sheffield Unitedhez igazolt. Sajtóhírek szerint az Atlético kifizette a kivásárlási árát Moldovannak, ami mintegy 800 000 euró volt. Hivatalosan 2024. január 24-én jelentették be a leigazolását. Három és fél éves szerződést írt alá az Atléticoval, és az 1-es mezszámot kapta. Egyetlen mérkőzésen sem lépett pályára a 2023–24-es szezon során, mivel Jan Oblak tartalék opciójaként tekintettek rá.

#### Kölcsönben a Sassuolo-nál
2024. augusztus 23-án egy szezonra kölcsönbe került a Serie B-ben szereplő Sassuolo csapatához.

## A válogatottban
2022. november 17-én debütált a román válogatottban, a Kolozsvár Arénában játszott barátságos mérkőzésen Szlovénia ellen, amelyen csapatával 2–1-es vereséget szenvedett. A következő évben nyolc mérkőzésen szerepelt a válogatottban a 2024-es Eb-selejtezőkön.
2024. június 7-én bekerült Románia 2024-es Eb-keretébe. Azonban a klubcsapatában kapott játékidő teljes hiánya miatt elvesztette kezdőcsapatbeli helyét Florin Nițăval szemben. Románia végül megnyerte a csoportját, de a nyolcaddöntőben kiesett Hollandiával szemben.

## Sikerei, díjai
Hermannstadt
- Liga III: 2016–17

## Fordítás
- Ez a szócikk részben vagy egészben  a   Horațiu Moldovan című angol Wikipédia-szócikk fordításán alapul.  Az eredeti cikk szerkesztőit annak laptörténete sorolja fel. Ez a jelzés csupán a megfogalmazás eredetét és a szerzői jogokat jelzi, nem szolgál a cikkben szereplő információk forrásmegjelöléseként.

#### Közösségi platformok
- Horațiu Moldovan az Instagramon

#### Egyéb weboldalak
- Horațiu Moldovan adatlapja a Transfermarkt oldalán (angolul)
- Horațiu Moldovan adatlapja a Soccerway oldalon (angolul)
- Horațiu Moldovan adatlapja a National Football Teams oldalán (angolul)
- Horațiu Moldovan adatlapja az Atlético Madrid oldalán (angolul)
- Horațiu Moldovan adatlapja a RomanianSoccer oldalán (románul)
- Horațiu Moldovan adatlapja[halott link] a Rapid București oldalán (románul)